# Burke (rivière)
Pour les articles homonymes, voir Burke.
La rivière Burke  (anglais : Burke River) est un cours d’eau de l’Île du Sud de la Nouvelle-Zélande, dans le district du Westland dans la région de la West Coast. C'est un affluent de la rivière Haast.

## Géographie
Elle est située dans le Parc national du mont Aspiring. Elle s’écoule vers l’est sur 16 km de la proximité du col de «Mueller Pass» pour atteindre la rivière Haast à 10 km au sud du col de Haast.